# Santa Clara-a-Nova e Gomes Aires
Pour les articles homonymes, voir Santa Clara.
Santa Clara-a-Nova e Gomes Aires est une paroisse civile portugaise (en portugais : freguesia) de la municipalité d'Almodôvar dans le district de Beja.  Elle est créée en 2013, par fusion des paroisses de Santa Clara-a-Nova et Gomes Aires.

## Géographie
Santa Clara-a-Nova e Gomes Aires est desservie par l'autoroute A2, entre Lisbonne et l'Algarve.
Le territoire de la paroisse est traversé du nord-ouest au sud-est par le Mira, fleuve qui prend sa source au sud de Santa-Clara-a-Nova.

## Histoire
La paroisse est créée par la loi no 11-A/2013 du 28 janvier 2013 portant réorganisation administrative du territoire des freguesias, en fusionnant les paroisses de Santa Clara-a-Nova et Gomes Aires. Son nom officiel est União das Freguesias de Santa Clara-a-Nova e Gomes Aires et son siège est fixé à Santa Clara-a-Nova.

## Démographie
Lors du recensement de 2021, Santa Clara-a-Nova e Gomes Aires compte 785 habitants.